# DrawRace 2
DrawRace 2 est un jeu vidéo de course, développé par RedLynx, édité par Chillingo et sorti en 2011 sur Android et iOS.
Il fait suite à DrawRace.

## Système de jeu
La principale particularité de DrawRace est que, au lieu de diriger la voiture en temps réel sur le circuit, la course s’effectue en deux étapes :
Étape 1 : le traçage
Le joueur définit la trajectoire qu’aura son véhicule lors de la course, le but étant bien sûr de terminer avant les véhicules pilotés par l’IA. La difficulté est de prévoir les dérapages, plus ou moins importants en fonction du circuit, et de les éviter. Dans certains circuits, notamment les circuits de neige, les dérapages sont presque permanents. Le tout est alors d’en tirer profit.
Étape 2 : la course
Une fois la trajectoire définie, la course démarre. Le joueur ne pas modifier la trajectoire du véhicule mais il peut l’influencer grâce à un turbo, un bouton qui fait accélérer pendant un court laps de temps la voiture et qui se recharge avec le temps. Plus le turbo est chargé, plus l’accélération est puissante, mais ce n’est pas toujours un avantage car si le turbo utilisé judicieusement peut minimiser un dérapage ou faire gagner du temps, il peut aussi provoquer des dérapages ou des sorties de circuit.
Mode multijoueurs : il existe aussi un mode multijoueurs pour deux à quatre personnes. Le circuit est alors choisi parmi ceux débloqués par le propriétaire du compte utilisé, puis les joueurs tracent leurs trajectoires à tour de rôle. Lors de la course, les boutons turbo sont répartis autour de l’écran.

## Accueil
- Gamezebo : 4/5[1]
- Pocket Gamer : 9/10[2]